# What About Us (canção de The Saturdays)
"What About Us" é um single lançado pelo girl group inglês The Saturdays. Seu primeiro single internacional, é o single principal de sua primeira lançamento americano do grupo o EP, Chasing The Saturdays (2013). Ele também atua como o segundo single do quarto álbum de estúdio da banda Living for the Weekend (2013). O single foi lançado pela primeira vez nos Estados Unidos e no Canadá em 18 de dezembro de 2012 via download digital, antes de ser lançado no Reino Unido em 16 de março de 2013, via CD single e download digital. O single foi escrito por Camille Purcell, Ollie Jacobs, Philip Jacobs. Há duas versões diferentes da faixa que foram gravadas e lançadas: uma versão solo, que foi lançada exclusivamente nos EUA e no Canadá, e uma versão com o rapper jamaicano Sean Paul, que foi lançado internacionalmente. Os críticos de música deram a canção um feedback positivo, mas questionaram o refrão e o afastamento do som tradicional do grupo.
O vídeo foi filmado em Los Angeles, onde a banda estava filmando seu reality show nos Estados Unidos. Chasing The Saturdays, que é transmitido através de E!. Uma versão acústica de "Somebody Else's Life", que pode ser ouvida durante as aberturas do show, foi lançada como um B-side. As Saturdays, foram para uma turnê promocional, a fim de divulgar a música "lá fora" nos Estados Unidos, e apareceu em um número de diferentes programas, incluindo The Tonight Show with Jay Leno, The Jeff Probst Show, Fashion Police, Chelsea Lately e The Today Show em Nova York. Mais tarde, foram para uma turnê promocional no Reino Unido, visitando estações de rádio de todo o país.
"What About Us" ganhou sucesso comercial, estreou em número um no UK Singles Chart para se tornar The Saturdays duodécimo UK top 10 single e primeiro número um do grupo. Na Irlanda, a canção estreou no número seis no Irish Singles Chart, ganhando o grupo seu quinto top 10 single lá. Com a primeira semana de vendas de 114.000 cópias e 40.000 cópias mais vendidas do que seu concorrente mais próximo ao número um, "What About Us" foi o single mais vendido de 2013 no Reino Unido até que foi ultrapassado por "Naughty Boy" "La La La", dois meses depois. Em dezembro de 2013, foi anunciado como o décimo primeiro single mais vendido do ano em geral. A partir de agosto de 2014, a música já vendeu mais de 400.000 cópias no Reino Unido. Em 23 de dezembro de 2013, Mollie King postou uma foto em Instagram dela segurando uma placa de 500.000 vendas de sua gravadora, com a mensagem de que "What About Us" tinha vendido mais de 500.000 cópias no Reino Unido e EUA , Com 120.000 cópias nos EU sozinho mesmo sem entrar no  Billboard  Hot 100.

## Faixas e formatos
US digital download
1. "What About Us" - 3:24

CD Single - UK Version Only
1. "What About Us" (feat. Sean Paul) - 3:40
2. "What About Us" - 3:24
3. "Somebody Else's Life" (Acoustic) - 3:18

US Digital remixes EP
1. "What About Us" (Seamus Haji Radio Edit) - 3:06
2. "What About Us" (Seamus Haji Club Mix) - 6:35
3. "What About Us" (Seamus Haji Dub) - 6:49
4. "What About Us" (Guy Scheiman Radio Edit) - 3:59
5. "What About Us" (Guy Scheiman Club Mix) - 7:35
6. "What About Us" (Guy Scheiman Dub) - 7:20
7. "What About Us" (The Buzz Junkies Radio Edit) - 3:23
8. "What About Us" (The Buzz Junkies Club Mix) - 4:32
9. "What About Us" (featuring Sean Paul) - 4:32
10. "What About Us" (2nd Adventure Radio Edit) - 4:24
11. "What About Us" (2nd Adventure Club Mix) - 6:36

Europe and Oceania EP - digital download
1. "What About Us" (feat Sean Paul) - 3:40
2. "What About Us" (feat Sean Paul) [The Buzz Junkies Radio Edit] - 3:23
3. "What About Us" (feat Sean Paul) [Seamus Haji Radio Edit] - 3:37
4. "What About Us" (Guy Scheiman Radio Edit) - 3:58
5. "What About Us" (Extended Mix) - 3:49 (only available through pre-order)

UK Digital Remixes EP
1. "What About Us" (Guy Scheiman Club Mix) - 7:35
2. "What About Us" (2nd Adventure Club Mix) - 6:36
3. "What About Us" (Seamus Haji Club Mix) - 6:35
4. "What About Us" (The Buzz Junkies Club Mix) - 4:32
5. "What About Us" (2nd Adventure Radio Edit) - 4:24

## Posições nas paradas
| Chart (2012–13)                                | Maior posição |
| ---------------------------------------------- | ------------- |
| Australia (ARIA Hitseekers)                    | 14            |
| Áustria (Ö3 Austria Top 75)                    | 57            |
| Bélgica (Ultratip Bubbling Under de Flandres)  | 55            |
| Bélgica (Ultratip Bubbling Under da Valônia)   | 40            |
| Canadá (Canadian Hot 100)                      | 79            |
| Europa (Billboard Euro Digital Song Sales)     | 3             |
| O campo songid é OBRIGATÓRIO PARA PARADA ALEMÃ | 44            |
| Hungria (Rádiós Top 40)                        | 2             |
| Irlanda (IRMA)                                 | 6             |
| Nova Zelândia (Recorded Music NZ)              | 27            |
| Polónia (Polish Airplay Top 100)               | 2             |
| Escócia (Scottish Singles Chart)               | 1             |
| Serbia (IFPI)                                  | 1             |
| Eslováquia (Rádio Top 100)                     | 97            |
| Ukraine (FDR Pop Singles Chart)                | 18            |
| Reino Unido (UK Singles Chart)                 | 1             |
| US Hot Dance Club Songs (Billboard)            | 27            |
| US Pop Digital Songs (Billboard)               | 50            |

### Paradas de final de ano
| Chart (2013)            | Posição |
| ----------------------- | ------- |
| Hungary (Rádiós Top 40) | 34      |
| UK Singles Chart        | 37      |